# Baillou
Baillou ist ein Ort und eine Gemeinde im französischen Département Loir-et-Cher in der Verwaltungsregion Centre-Val de Loire.

## Lage und Klima
Der Ort Baillou liegt am südlichen Rand der Kulturlandschaft der Perche im Übergang zum Vallée de Braye ca. 30 km (Fahrtstrecke) nordwestlich von Vendôme bzw. gut 50 km östlich von Le Mans in einer Höhe von etwa 100 m. Das Klima ist gemäßigt; Regen (ca. 750 mm/Jahr) fällt übers Jahr verteilt.

## Bevölkerungsentwicklung
| Jahr                       | 1800 | 1851 | 1901 | 1954 | 1999 | 2021 |
| Einwohner                  | 609  | 675  | 548  | 450  | 229  | 200  |
| Quellen: Cassini und INSEE |      |      |      |      |      |      |

Die Mechanisierung der Landwirtschaft und die Stilllegung von bäuerlichen Kleinbetrieben („Höfesterben“) haben in hohem Maße zum Rückgang der Bevölkerungszahl im 20. Jahrhundert beigetragen.

## Wirtschaft
Ackerbau und Viehzucht bildeten jahrhundertelang die Lebensgrundlage der weitgehend als Selbstversorger lebenden Bevölkerung. 

## Geschichte
Der Ort Baillou (ehemals Bailau) hat in der Geschichte kaum Spuren hinterlassen. Während des Zweiten Weltkriegs wurden zahlreiche Kunstschätze aus dem Musée des Beaux-Arts de Caen im Schloss Baillou untergebracht.

## Sehenswürdigkeiten
- Schloss von Baillou
- Kirche Saint-Jean-Baptiste aus dem 15./16. Jahrhundert, seit 1948 als Monument historique ausgewiesen

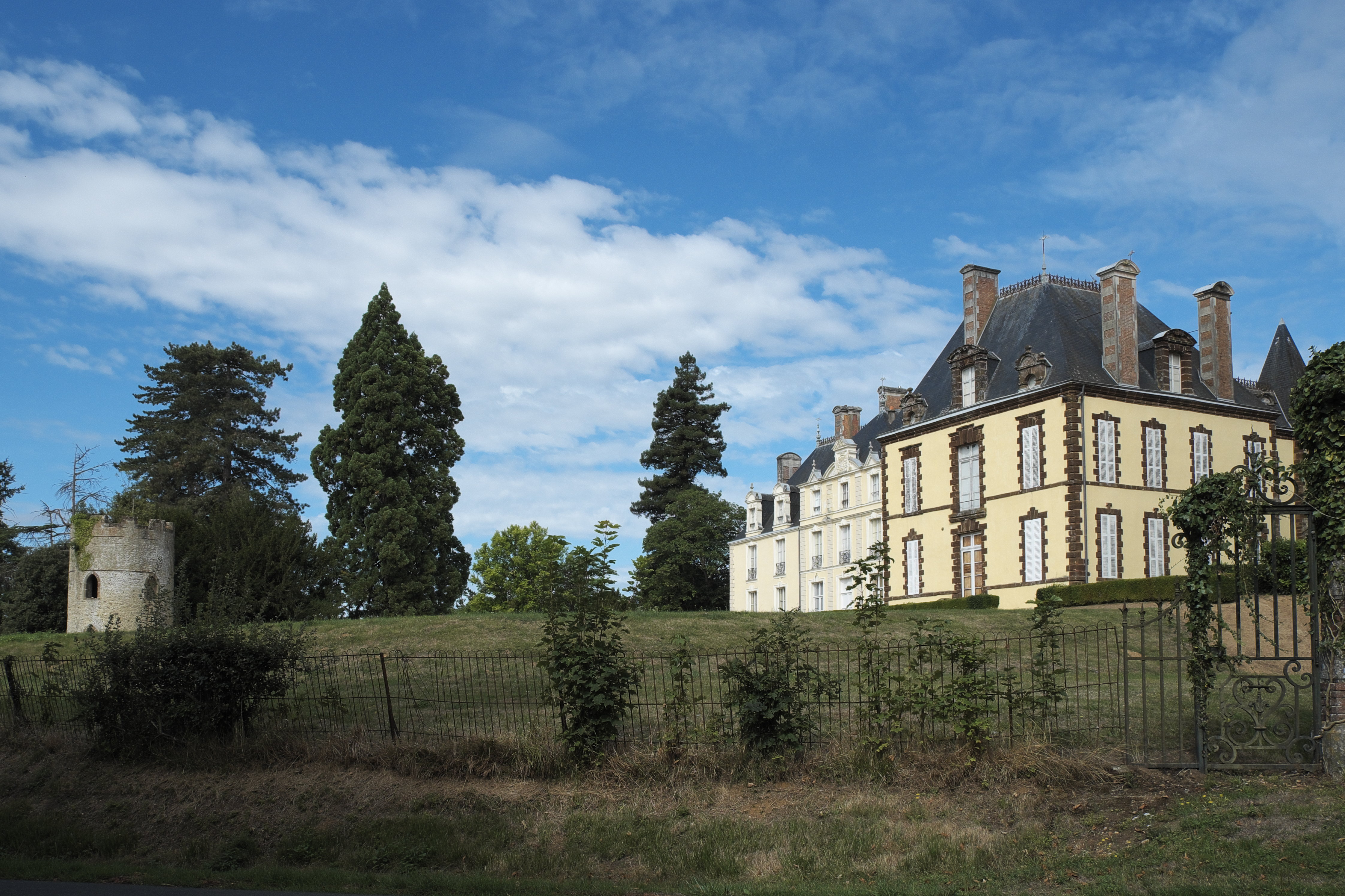
Schloss von Baillou
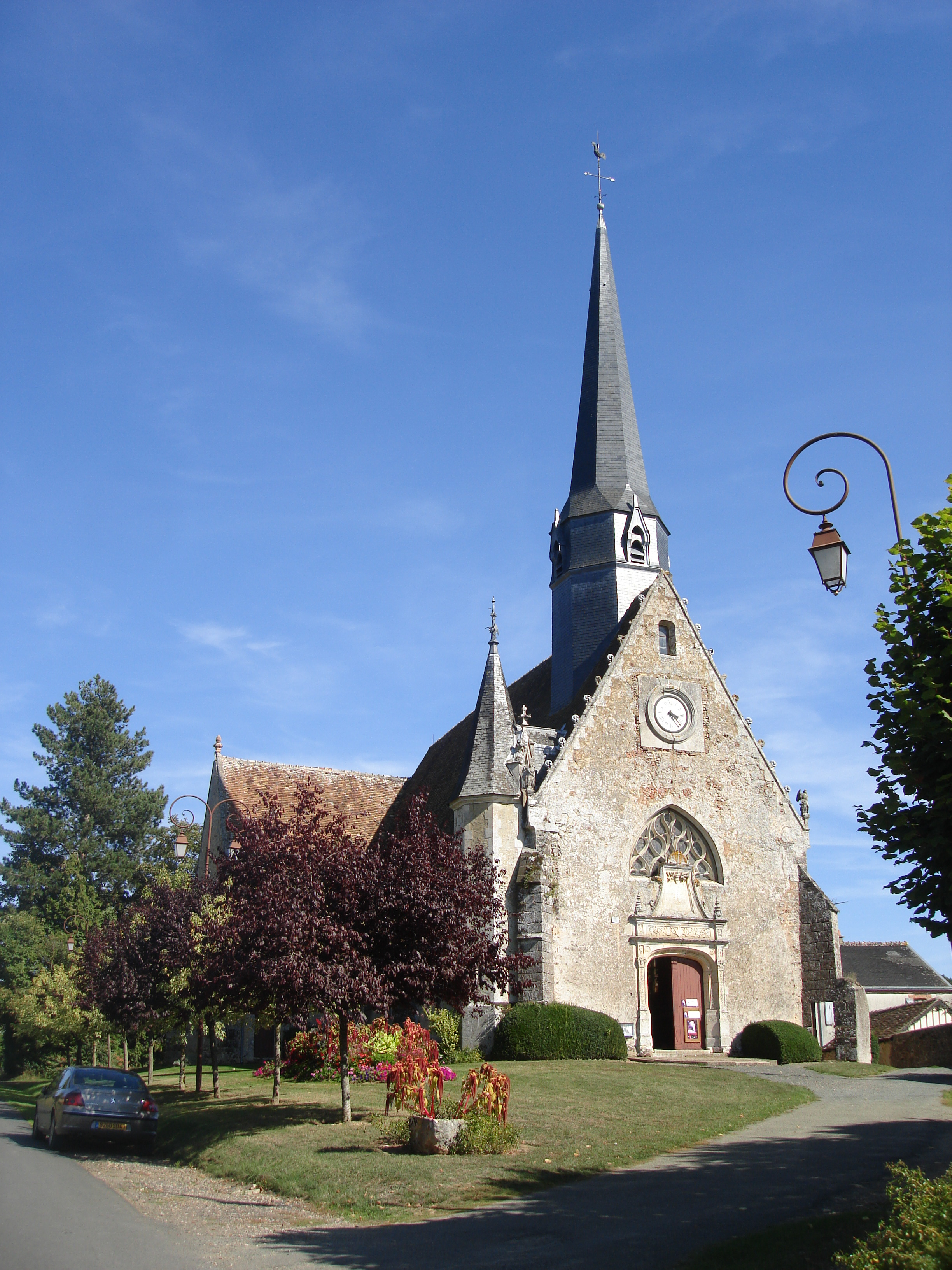
Kirche Saint-Jean-Baptiste
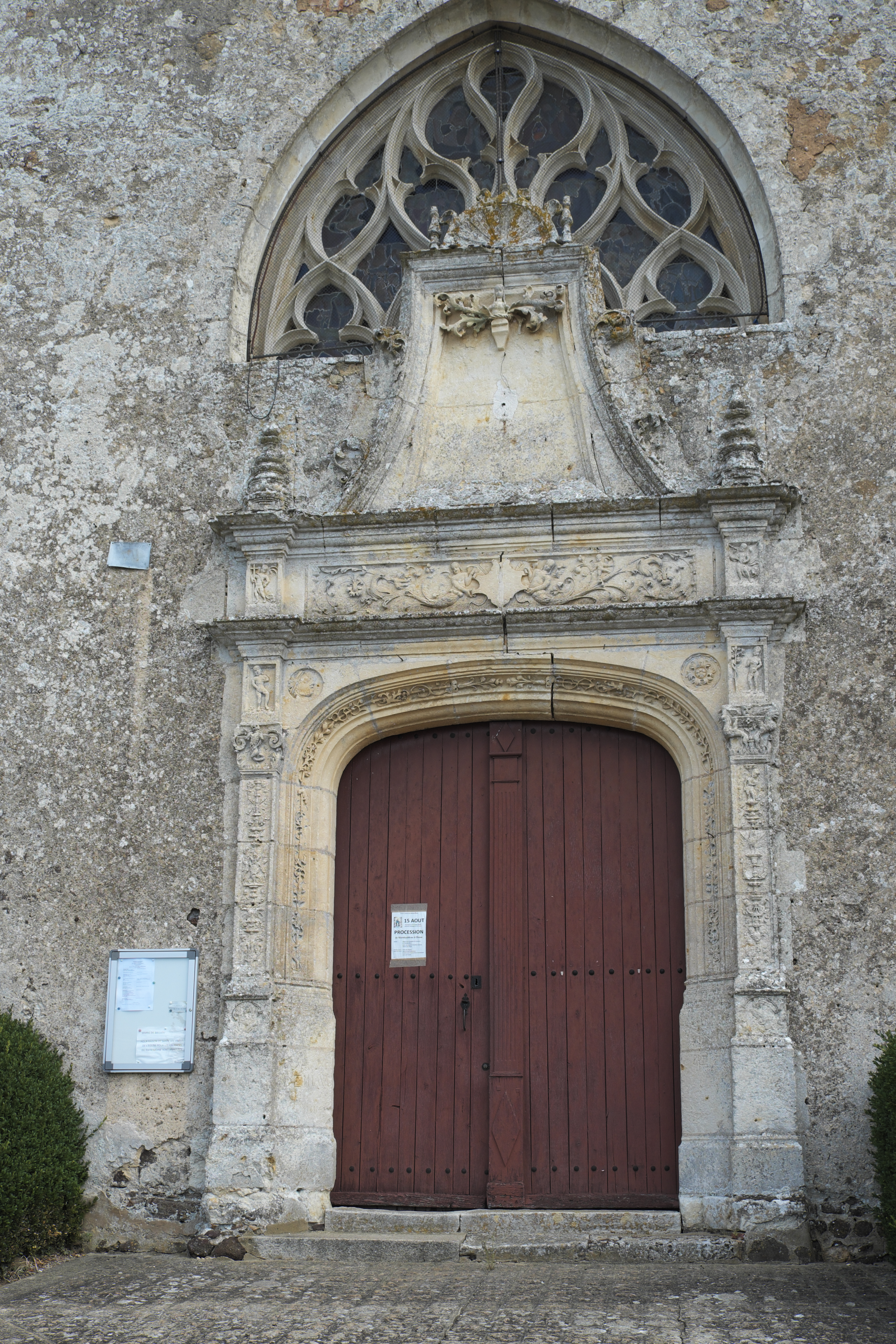
Kirchenportal im Renaissancestil